# Peregrina
Peregrina je žensko osebno ime.

## Izvor imena
Ime Peregrina je ženska oblika imena Peregrin, le to pa izhaja izitalijanskega imena Peregrinus, ki je natalo iz latinske besede peregrinus v pomenu »tujec, romar«.

## Pogostost imena
Po podatkih Statističnega urada Republike Slovenije je bilo na dan 31. decembra 2007 v Sloveniji število žnskih oseb z imenom Peregrina: 7.

## Osebni praznik
V koledarju je ime Pelegrina skupaj z imenom Peregrin, god praznuje 2. maja; na ta dan leta 1345 je v italijanskem mestu Forli umrl Peregrin Laziosi.